# Marcelina Cortés
Marcelina Yolanda Cortés Gallardo (Andacollo, 22 de junio de 1934-La Serena, 19 de octubre de 2004) fue una profesora y política chilena, alcaldesa de Andacollo desde 1986 hasta su muerte, siendo la persona que más tiempo se ha mantenido en dicho cargo.

## Biografía
Trabajó como profesora en varias escuelas y liceos de la comuna de Andacollo. El 6 de mayo de 1986 fue designada alcaldesa de Andacollo, cargo que mantuvo tras el retorno a la democracia en 1990 y que ratificó en las elecciones municipales de 1992, 1996 y 2000.
Durante su extensa gestión se realizaron diversas obras de adelanto en Andacollo, como el mejoramiento de la red de alcantarillado y agua potable, la construcción del Observatorio Collowara, la creación del Festival La Voz de la Montaña, la construcción del nuevo edificio municipal, la pavimentación de la Ruta D-51 que conecta a Andacollo con la Ruta D-43, y la creación del canal comunal Andacollo TV.
Marcelina Cortés falleció de cáncer el 19 de octubre de 2004, en la casa de una de sus hijas en La Serena. Su funeral fue presidido por el arzobispo de La Serena, Manuel Donoso. Al fallecer pocos días antes de las elecciones municipales del 31 de octubre, en las cuales ella era candidata a la reelección, su nombre apareció en las cédulas de votación que ya estaban impresas; sin embargo, Renovación Nacional designó como reemplazante a su hija Marjorie Villar, la cual fue derrotada ante Jorge Órdenes.

## Historial electoral

### Elecciones municipales de 1992
Alcalde y concejales para la comuna de Andacollo
(se consideran solo los candidatos que resultaron elegidos para el Concejo Municipal)
| Candidato                 | Partido | Votos | %     | Resultado |
| ------------------------- | ------- | ----- | ----- | --------- |
| Marcelina Cortés Gallardo | ILD     | 2.801 | 40,44 | Alcaldesa |
| Sergio Honores Rojas      | PS      | 1.685 | 24,33 | Concejal  |
| Francisco Vega Guerra     | DC      | 635   | 9,17  | Concejal  |
| Luis Amenábar Navarrete   | RN      | 317   | 4,58  | Concejal  |
| Luis Palleres Castillo    | PS      | 204   | 2,94  | Concejal  |
| Pablo Tabilo Rodríguez    | RN      | 133   | 1,92  | Concejal  |

### Elecciones municipales de 1996
Alcalde y concejales para la comuna de Andacollo
(Se consideran solo los candidatos que resultaron elegidos para el Concejo Municipal)
| Candidato                   | Partido | Votos | %     | Resultado |
| --------------------------- | ------- | ----- | ----- | --------- |
| Marcelina Cortés Gallardo   | ILD     | 2.048 | 30,50 | Alcaldesa |
| Fernando Hernández Barahona | DC      | 1.307 | 19,46 | Concejal  |
| Galvarino Valdivia Marín    | RN      | 924   | 13,76 | Concejal  |
| Luis Palleres Castillo      | PS      | 690   | 10,28 | Concejal  |
| Francisco Vega Guerra       | DC      | 503   | 7,49  | Concejal  |
| Pablo Tabilo Rodríguez      | RN      | 96    | 1,43  | Concejal  |

### Elecciones municipales de 2000
Alcalde y concejales para la comuna de Andacollo
(Se consideran solo los candidatos que resultaron elegidos para el Concejo Municipal)
| Candidato                 | Partido | Votos | %     | Resultado |
| ------------------------- | ------- | ----- | ----- | --------- |
| Marcelina Cortés Gallardo | ILC     | 2.526 | 37,87 | Alcaldesa |
| Jorge Órdenes González    | PDC     | 1.667 | 24,99 | Concejal  |
| Hernán Marín Pérez        | ILB     | 623   | 9,34  | Concejal  |
| Mario Morata Saavedra     | RN      | 469   | 7,03  | Concejal  |
| Galvarino Valdivia Marín  | RN      | 196   | 2,94  | Concejal  |
| Santiago Aguilera Yáñez   | PDC     | 64    | 0,96  | Concejal  |

### Elecciones municipales de 2004
Alcalde para la comuna de Andacollo
| Candidato                  | Partido | Votos | %     | Resultado |
| -------------------------- | ------- | ----- | ----- | --------- |
| Jorge Órdenes González     | PDC     | 3.103 | 50,07 | Alcalde   |
| Marcelina Cortés Gallardo  | ILB     | 2.639 | 42,59 |           |
| Marcelino Duarte Chavarría | IND     | 283   | 4,57  |           |
| Ximena Cifuentes Orellana  | PC      | 172   | 2,78  |           |

Marcelina Cortés fue reemplazada por Marjorie Villar después de su muerte.